# Acrostichum cayennense
Acrostichum cayennense là một loài thực vật có mạch trong họ Pteridaceae. Loài này được (Fée) C. Presl mô tả khoa học đầu tiên năm 1851.